# Die Swingmädchen
Die Swingmädchen  (Originaltitel: Le ragazze dello swing, engl. The Swing Girls) ist der Titel eines zweiteiligen Fernsehfilms von Maurizio Zaccaro über die Geschichte des Trio Lescano. Die italienische Erstausstrahlung erfolgte am 27. September 2010. In dem Film hatte Sylvia Kristel ihre letzte Rolle.

## Handlung
Gegen Ende der 1930er Jahre wandern die drei niederländischen Schwestern Alexandra, Judith und Kitty Leschan mit ihrer jüdischen Mutter Eva De Leeuwe nach Italien aus. Die beiden älteren Schwestern werden bald vom neapolitanischen Kleinkünstler Gennaro Fiore als Tänzerinnen engagiert. Auf Vorschlag ihrer Mutter formt Fiore aus den drei Geschwistern ein Gesangstrio. Das Talent der Sängerinnen wird bald vom Impresario Pier Maria Canapone erkannt, der das Trio unter Vertrag nimmt. Der italienische Rundfunk lehnt das Trio zunächst wegen ihrer Herkunft ab, ändert jedoch seine Meinung als ein anderer Musikkonzern dem Trio einen Exklusivvertrag anbietet. Der holländische Nachname der Schwestern, Leschan, wird in das italienisierte Lescano geändert. Unter dem Namen Trio Lescano treten die Drei fortan auf.
Durch den Aufstieg des Faschismus in Italien versucht Canapone die Schwestern davon zu überzeugen, ihre Popularität für die Propaganda des Regimes zu verwenden. Nach der Verkündung der italienischen Rassengesetze von 1938 werden sie aufgrund ihrer jüdischen Mutter als jüdisch deklariert. Es kommt bald aufgrund ihrer jüdischen Herkunft zu Misstrauen und Beschuldigungen. Während eines Auftritts in Genua werden sie von der italienischen Geheimpolizei verhaftet unter der Beschuldigung, verschlüsselte Nachrichten in ihren Liedern an die amerikanischen Streitkräfte versteckt zu haben. Sie werden bald wieder freigelassen, ihre Musik darf jedoch nicht mehr gesendet werden.
Alexandra nutzt ihre Beziehung zu ihrem ehemaligen Geliebten Parisi, der mittlerweile unter den Faschisten Karriere gemacht hat, um ihren Freund, den jüdischen Pianisten Funaro zu befreien. Auch für ihren ehemaligen Vorgesetzten Venezia bittet sie um die Freilassung. Während Venezia freigelassen wird, wird Funaro abtransportiert. Nach dem Krieg entschließen sich die beiden älteren Schwestern nach Südamerika auszureisen und dort ihre Karriere fortzusetzen. Die jüngere Schwester Kitty bleibt in Italien und heiratet dort ihren Freund.

## Veröffentlichungen

### Italienische Erstausstrahlung
| Nr. | Ausstrahlungsdatum | Zuschauerzahl | Zuschaueranteil |
| --- | ------------------ | ------------- | --------------- |
| 1   | 27. September 2010 | 4.665.000     | 17,33 %         |
| 2   | 28. September 2010 | 4.497.000     | 16,74 %         |

### Deutsche Erstausstrahlung
Die deutsche Erstausstrahlung erfolgte am 19. Oktober 2012 beim deutsch-französischen Fernsehsender arte.

## Auszeichnungen
Die Swingmädchen gewannen im Jahr 2011 auf dem Festival de Télévision de Monte-Carlo die Goldene Nymphe sowie auf dem Shanghai Television Festival die Goldene Magnolia für die beste Regiearbeit.